# Maria Cristina Messa
Maria Cristina Messa (ur. 8 października 1961 w Monzy) – włoska badaczka i wykładowczyni akademicka, specjalistka w zakresie medycyny nuklearnej, profesor, w latach 2013–2019 rektor Uniwersytetu w Mediolanie-Bicocca, od 2021 do 2022 minister szkolnictwa wyższego i badań naukowych.

## Życiorys
W 1986 ukończyła studia medyczne na Uniwersytecie Mediolańskim, w 1989 uzyskała specjalizację z medycyny nuklearnej. Pracowała jako naukowiec w szpitalu uniwersyteckim macierzystej uczelni, a także w Stanach Zjednoczonych i w Wielkiej Brytanii. Od 2001 związana z Uniwersytetem w Mediolanie-Bicocca, na którym w 2007 objęła profesurę. W latach 2005–2012 zajmowała stanowiska dyrektora Centro Bioimmagini Molecolare na tej uczelni oraz oddziału medycyny nuklearnej w szpitalu Ospedale San Gerardo di Monza. Opublikowała ponad 180 prac naukowych.
W latach 2011–2015 pełniła funkcję wiceprzewodniczącej Narodowej Rady Badań Naukowych (CNR). Od 2013 do 2019 była rektorem Uniwersytetu w Mediolanie-Bicocca. W lutym 2021 powołana na ministra szkolnictwa wyższego i badań naukowych w rządzie Maria Draghiego. Urząd ten sprawowała do października 2022.